# ویکرهام منور-فیشر (پنسیلوانیا)
ویکرهام منور-فیشر (به انگلیسی: Wickerham Manor-Fisher) یک منطقهٔ مسکونی در ایالات متحده آمریکا است که در پنسیلوانیا واقع شده‌است. ویکرهام منور-فیشر ۱٬۷۲۸ نفر جمعیت دارد.